# Natació als Jocs Olímpics d'estiu de 1972
Als Jocs Olímpics d'Estiu de 1972 celebrats a la ciutat de Múnic (en aquells moments República Federal d'Alemanya) es disputaren 29 proves de natació, 15 en categoria masculina i 14 en categoria femenina. La competició es desenvolupà a l'Olympia Schwimmhalle entre els dies 28 d'agost i 4 de setembre de 1972.
Hi participaren un total de 532 nedadors, entre ells 287 homes i 245 dones, de 52 comitès nacionals diferents. Els Estats Units tornaren a ser els grans dominadors de la disciplina, destacant especialment les 7 medalles d'or obtingudes per Mark Spitz en les set proves que disputà (i aconseguint al seu torn 7 nous rècords del món).

## Resum de medalles

### Categoria masculina
| Prova                   | Or                                                                      | Or       | Argent                                                                            | Argent   | Bronze                                                                           | Bronze   |
| 100 m lliures Detalls   | Mark Spitz                                                              | 51.22    | Jerry Heidenreich                                                                 | 51.65    | Vladimir Bure                                                                    | 51.77    |
| 200 m lliures Detalls   | Mark Spitz                                                              | 1:52.78  | Steve Genter                                                                      | 1:53.73  | Werner Lampe                                                                     | 1:53.99  |
| 400 m lliures Detalls   | Brad Cooper                                                             | 4:00.27  | Steve Genter                                                                      | 4:01.94  | Tom McBreen                                                                      | 4:02.64  |
| 1.500 m lliures Detalls | Mike Burton                                                             | 15:52.58 | Graham Windeatt                                                                   | 15:58.48 | Douglas Northway                                                                 | 16:09.25 |
| 100 m esquena Detalls   | Roland Matthes                                                          | 56.58    | Mike Stamm                                                                        | 57.70    | John Murphy                                                                      | 58.35    |
| 200 m esquena Detalls   | Roland Matthes                                                          | 2:02.82  | Mike Stamm                                                                        | 2:04.09  | Mitchell Ivey                                                                    | 2:04.33  |
| 100 m braça Detalls     | Nobutaka Taguchi                                                        | 1:04.94  | Tom Bruce                                                                         | 1:05.43  | John Hencken                                                                     | 1:05.61  |
| 200 m braça Detalls     | John Hencken                                                            | 2:21.55  | David Wilkie                                                                      | 2:23.67  | Nobutaka Taguchi                                                                 | 2:23.88  |
| 100 m papallona Detalls | Mark Spitz                                                              | 54.27    | Bruce Robertson                                                                   | 55.56    | Jerry Heidenreich                                                                | 55.74    |
| 200 m papallona Detalls | Mark Spitz                                                              | 2:00.70  | Gary Hall, Sr.                                                                    | 2:02.86  | Robin Backhaus                                                                   | 2:03.23  |
| 200 m estils Detalls    | Gunnar Larsson                                                          | 2:07.17  | Tim McKee                                                                         | 2:08.37  | Steve Furniss                                                                    | 2:08.45  |
| 400 m estils Detalls    | Gunnar Larsson                                                          | 4:31.98  | Tim McKee                                                                         | 4:31.98  | Andras Hargitay                                                                  | 4:32.70  |
| 4x100 m lliures Detalls | Estats Units David Edgar · John Murphy · Jerry Heidenreich · Mark Spitz | 3:26.42  | Unió Soviètica Vladimir Bure · Viktor Mazanov · Viktor Aboimov · Igor Grivennikov | 3:29.72  | RDA Roland Matthes · Wilfried Hartung · Peter Bruch · Lutz Unger                 | 3:32.42  |
| 4x200 m lliures Detalls | Estats Units John Kinsella · Fred Tyler · Steve Genter · Mark Spitz ·   | 7:35.78  | RFAKlaus Steinbach · Werner Lampe · Hans Vosseler · Hans Fassnacht                | 7:41.69  | Unió SovièticaIgor Grivennikov · Viktor Mazanov · Georgi Kulikov · Vladimir Bure | 7:45.76  |
| 4x100 m estils Detalls  | Estats Units Mike Stamm · Tom Bruce · Mark Spitz · Jerry Heidenreich    | 3:48.16  | RDA Roland Matthes · Klaus Katzur · Hartmut Flöckner · Lutz Unger ·               | 3:52.26  | CanadàErik Fish · William Mahony · Bruce Robertson · Robert Kasting              | 3:53.26  |

1. ↑  El nedador nord-americà Rick DeMont fou el guanyador de la prova amb un temps de 4:00.26, si bé posteriorment fou desqualificat per donar positiu per efedrina.

### Categoria femenina
| Prova                   | Or                                                                              | Or      | Argent                                                                  | Argent  | Bronze                                                                    | Bronze  |
| 100 m lliures Detalls   | Sandra Neilson                                                                  | 58.59   | Shirley Babashoff                                                       | 59.02   | Shane Gould                                                               | 59.06   |
| 200 m lliures Detalls   | Shane Gould                                                                     | 2:03.56 | Shirley Babashoff                                                       | 2:04.33 | Keena Rothhammer                                                          | 2:04.92 |
| 400 m lliures Detalls   | Shane Gould                                                                     | 4:19.04 | Novella Calligaris                                                      | 4:22.44 | Gudrun Wegner                                                             | 4:23.11 |
| 800 m lliures Detalls   | Keena Rothhammer                                                                | 8:53.68 | Shane Gould                                                             | 8:56.39 | Novella Calligaris                                                        | 8:57.46 |
| 100 m esquena Detalls   | Melissa Belote                                                                  | 1:05.78 | Andrea Gyarmati                                                         | 1:06.26 | Susan Atwood                                                              | 1:06.34 |
| 200 m esquena Detalls   | Melissa Belote                                                                  | 2:19.19 | Susan Atwood                                                            | 2:20.38 | Donna Gurr                                                                | 2:23.22 |
| 100 m braça Detalls     | Catherine Carr                                                                  | 1:13.58 | Galina Prozumenshchikova                                                | 1:14.99 | Beverley Whitfield                                                        | 1:15.73 |
| 200 m braça Detalls     | Beverley Whitfield                                                              | 2:41.05 | Dana Schoenfield                                                        | 2:42.05 | Galina Prozumenshchikova                                                  | 2:42.36 |
| 100 m papallona Detalls | Mayumi Aoki                                                                     | 1:03.34 | Roswitha Beier                                                          | 1:03.61 | Andrea Gyarmati                                                           | 1:03.73 |
| 200 m papallona Detalls | Karen Moe                                                                       | 2:15.57 | Lynn Colella                                                            | 2:16.34 | Ellie Daniel                                                              | 2:16.74 |
| 200 m estils Detalls    | Shane Gould                                                                     | 2:23.07 | Kornelia Ender                                                          | 2:23.59 | Lynn Vidali                                                               | 2:24.06 |
| 400 m estils Detalls    | Gail Neall                                                                      | 5:02.97 | Leslie Cliff                                                            | 5:03.57 | Novella Calligaris                                                        | 5:03.99 |
| 4x100 m lliures Detalls | Estats Units Shirley Babashoff · Jane Barkman · Jennifer Kemp · Sandra Neilson  | 3:55.19 | RDA Andrea Eife · Kornelia Ender · Elke Sehmisch · Gabriele Wetzko      | 3:55.55 | RFA Gudrun Beckmann · Heidemarie Reineck · Angela Steinbach · Jutta Weber | 3:57.93 |
| 4x100 m estils Detalls  | Estats Units Melissa Belote · Catherine Carr · Deena Deardurff · Sandra Neilson | 4:30.35 | RDA Christine Herbst · Renate Vogel · Roswitha Beier · Kornelia Ender · | 4:31.88 | RFAGudrun Beckmann · Vreni Eberle · Silke Pielen · Heidemarie Reineck     | 4:32.20 |

## Medaller
| Posició | País           | Or | Argent | Bronze | Total |
| 1       | Estats Units   | 17 | 14     | 12     | 43    |
| 2       | Austràlia      | 6  | 2      | 2      | 10    |
| 3       | RDA            | 2  | 5      | 2      | 9     |
| 4       | Japó           | 2  | 0      | 1      | 3     |
| 5       | Suècia         | 2  | 0      | 0      | 2     |
| 6       | Unió Soviètica | 0  | 2      | 3      | 5     |
| 7       | Canadà         | 0  | 2      | 2      | 4     |
| 8       | RFA            | 0  | 1      | 3      | 4     |
| 9       | Itàlia         | 0  | 1      | 2      | 3     |
| 9       | Hongria        | 0  | 1      | 2      | 3     |
| 10      | Regne Unit     | 0  | 1      | 0      | 1     |